# Eggjarmúli
Eggjarmúli är ett berg på ön Streymoy, huvudön i ögruppen Färöarna. Berget har en högsta topp på 651 meter. Bergstoppen är nära Saksunardalur som är Färöarnas längsta dal.